# 千早真央
千早 真央（ちはや まお、5月26日 - ）は、元宝塚歌劇団雪組娘役。
千葉県千葉市、県立千葉東高校出身。身長161cm。愛称は「ようこ」。
姉は宙組娘役の水音志保。

## 来歴
2016年4月、宝塚音楽学校入学。
2018年4月、宝塚歌劇団に104期生として入団。入団時の成績は4番。星組宝塚大劇場公演『ANOTHER WORLD／Killer Rouge』で初舞台。
2024年5月6日、『仮面のロマネスク／Gato Bonito!!』全国ツアー千秋楽をもって、宝塚歌劇団を退団。

## 主な舞台

### 初舞台公演
- 2018年4月～6月、 『ANOTHER WORLD／Killer Rouge』（宝塚大劇場のみ）

### 雪組配属後
- 2018年11月～2019年2月、『ファントム』新人公演：ルル（本役：白峰ゆり）
- 2019年3月〜4月、『PRxPRince』（宝塚バウホール）
- 2019年5月〜9月、『壬生義士伝／Music Revolution！』
- 2019年10月～11月、『はばたけ黄金の翼よ／Music Revolution!』（全国ツアー）
- 2020年1月〜3月、『ONCE UPON A TIME IN AMERICA』新人公演：Angel（本役：笙乃茅桜）
- 2020年9～10月、『NOW! ZOOM ME!!』
- 2021年1～ 4月、『fff-フォルティッシッシモ-／シルクロード〜盗賊と宝石〜』
- 2021年6月、『ヴェネチアの紋章／ル・ポァゾン 愛の媚薬-Again-』（全国ツアー）
- 2021年8～11月、『CITY HUNTER -盗まれたXYZ-／Fire Fever!』冴羽獠【少年】、新人公演：麻生かすみ（本役：羽織夕夏）
- 2022年3～6月、『夢介千両みやげ／Sensational!』新人公演：歌う芸者（本役：羽織夕夏）
- 2022年7月～8月、『ODYSSEY（オデッセイ）-The Age of Discovery-』（梅田芸術劇場メインホール）[3]
- 2022年10～12月、『蒼穹の昴』、新人公演：西太后付き女官（本役：愛すみれ）
- 2023年2～3月、『海辺のストルーエンセ』（KAAT神奈川芸術劇場、梅田芸術劇場シアター・ドラマシティ）役者 ミラ
- 2023年4～7月、『Lilac（ライラック）の夢路／ジュエル・ド・パリ!!』新人公演：夢人／アーシャ（本役：美穂圭子）
- 2023年8～9月、『双曲線上のカルテ』（梅田芸術劇場シアター・ドラマシティ、日本青年館）サンドラ
- 2023年12月～2024年2月、『ボイルド・ドイル・オンザ・トイル・トレイル／FROZEN HOLIDAY（フローズン・ホリデイ）』新人公演：クララ（本役：希良々うみ）
- 2024年4～5月、『仮面のロマネスク／Gato Bonito!!』（全国ツアー）ヴィクトワール　退団公演